# Imaginea Occidentului din perspectiva arabă
Imaginile despre Occident s-au format pe baza unor surse multiple. Deși adesea sunt parțial influențate de necesitǎțile ideologice și rigorile dogmatice, iar alteori sunt construite în mare parte pentru a se potrivi cu retorica propagandistǎ, percepțiile asupra Occidentului au fost întotdeauna schițate de evenimentele raportate la realitatea imediatǎ. 
Hassan Hanafi este de pǎrere cǎ, în momentul de fațǎ, Occidentul reprezintǎ pentru țǎrile orientale o sursǎ de primarǎ de științǎ spre care își îndreaptǎ studenții pentru a cerceta și a traduce numeroase lucrǎri cu scopul de a extrage cât mai multe învǎțǎturi. Procesul de traducere și de asimilare ale disciplinelor europene, nu este recent, ci a început sǎ fie efectuat încǎ din perioada lui [‘Alī], prin trimiterea lui Rifa'a al-Tahtawi la Paris, și continuǎ pânǎ în prezent prin traducerile masive ale cǎrților și lucrǎrilor europene realizate de cǎtre studenții arabi. Cu toate acestea, potrivit studiilor profesorului Hanafi, de-a lungul timpului au existat trei mari atitudini pe care societatea arabǎ  le-a manifestat fațǎ de Occident. Acesta susține cǎ popoarele arabe fie au fost impresionate de Vest, lǎsându-se purtate de procesul de occidentalizare, iar în acest sens ni-l oferǎ drept exemplu pe egipteanul [Ngouib Mahmoud], în viziunea cǎruia societatea occidentalǎ este perceputǎ drept o sursǎ de cunoaștere nemǎrginitǎ pentru Orientul Mijlociu, fie adoptǎ o poziție de respingere fațǎ de ignoranța Vestului.  Nassib El-Husseini afirmǎ în cartea sa cǎ: " respingerea fațǎ de Occident poate fi regǎsitǎ în cadrul oricǎrei pǎturi sociale arabe, atât în cazul unui militant islamist sau irakian bathist, fie el creștin, musulman, ateu, sau orice altceva". În același timp, imaginea unui Occident dens, monolit, care ar putea fi respinsǎ în masǎ, nu ar corespunde realitǎții. Cu toate acestea, toți cei care îl includ în discursurile lor, se referǎ la un Occident omniprezent, care nu are nevoie de definiție, fapt ce are drept consecințe directe, globalizarea, generalizarea și reducerea la stereotipuri a mesajului asociat cu acesta.  Astfel, prin diminuarea mesajului se pierde din vedere bogǎția nuanțelor culturii occidentale, dar și a contribuțiilor benefice asupra relațiilor interculturale. Deseori discursurile care trateazǎ acest subiect, nu fac decâ sǎ alimenteze imaginea a doi antagoniști, Orientul și Occidentul, care se luptǎ din vremuri strǎvechi. 

## Respingerea religioasǎ a Occidentului

### Sayyid Qutb
Sayyid Qutb își exprimǎ în scrierile sale profunda respingere fațǎ de sistemele de guvernare occidentale, în special, fațǎ de cele americane, fiind de pǎrere cǎ societatea americanǎ este materialistǎ, obsedatǎ de violențǎ și de plǎceri sexuale.  Una dintre tezele sale consacrate în acest sens, este Ğāhiliyyati-l-qarni-l-'išrīn (Ignoranța secolului al XX-lea). În aceastǎ lucrare, Qutb construiește o doctrinǎ a ignoranței (ğahiliyya), termen care provine de la rǎdǎcina ğ. h. l și care în literatura preislamicǎ era folosit cu sensul de barbarism, fǎcând referire la tendința oamenilor de a adopta comportamente extreme. În viziunea sa, concenptul de ignoranțǎ desemneazǎ orice comportament care acționeazǎ împotriva culturii, conștiinței și a moralitǎții islamice.  Recurența motivului ignoranței în lucrǎrile sale este datǎ de faptul cǎ Sayyd portretizeazǎ comunitatea occidentalǎ drept o societate ğāhil (ignorantǎ). Potrivit acestuia, societǎțile ğāhil plaseazǎ preocupǎrile materiale deasupra celorlalte griji, fie teoretice, așa cum fac marxiștii, limitând nevoile fundamentale ale omului la hranǎ, adǎpost și nevoi sexuale, sau într-un mod practic, precum procedeazǎ americanii în cazul consumerismului. În plus, acesta tinde sǎ învinuiască Occidentul pentru pierderea conștiinței religioase a poporului arab, susținând faptul cǎ viața islamicǎ a încetat demult, odatǎ cu imperialismul occidental din secolul al XIX-lea. 
Într-un alt articol, publicat în 1923, Qutb se plânge de faptul că lumea se mișcă într-un ritm mult prea rapid, precum "un șofer ignorant (ğāhil) și fără direcție. În acest sens, el îndeamnă Orientul să-și găsească propria misiune și să-și păstreze sentimentul de autenticitate, fără să mai copieze acțiunile Occidentului.  Ulterior, în anul 1941, în trei articole publicate, acesta afirmă că lumea artei, a literaturii și a muzicii egiptene, a devenit nebună din cauza influenței occidentale. În articolele din perioada postbelică, atunci când a criticat cu înverșunare problemele societății egiptene, precum și mașinațiile imperialiștilor occidentali, se plânge de moralitatea sexuală decăzută a societății egiptene și o caracterizează drept înapoiată.  Franța și Marea Britanie sunt portretizate drept barbare din cauza acțiunilor lor întreprinse în Orientul Mijlociu, iar egiptenii care laudă imperiile colonizatoare sunt numiți sclavi. Și pe americani îi plasează la același nivel, din cauza materialismului caracteristic, susținând faptul că: "adevărata luptă se dă acum între Estul în ascensiune și Vestul sălbatic, între šari'a lui Dumnezeu și šari'a junglei."  Cu alte cuvinte, în majoritatea scrierilor sale, doctrina ignoranței, este văzută de către Sayyid Qutb, drept o consecință directă a colonizării, fiind o caracteristică a societății occidentale.

### Hassan al-Bannā
În lucrarea lui El-Husseini, L'Occident Imaginaire-La Vision de l'autre dans le conscience politique arabe, sunt tratate scrierile lui Sayyid Qutb și Hassan al-Bannā în același timp, deoarece amândoi sunt membri reprezentativi ai aceleași grupări, ce cred cu tărie în aceeași cauză, într-un islam rezistent la hegemonia occidentală. Pentru cei doi, islamul acoperă toate domeniile de activitate ale vieții, iar aplicarea legii lui Dumnezeu este singura metodă prin care societatea poate deveni umană și egală.  Cu toate acestea admit că în viitorul apropiat, gruparea Fraților Musulmani nu poate întrece Occidentul în materie de descoperiri științifice și inovații tehnologice, dar poate oferi ceva mult mai important decât atât, și anume,  eliberarea omului și renașterea sa din punct de vedere spiritual.  Din această ipostază, ei încep să respingă Occidentul la nivel global. 
Pe de o parte, Hassan al-Bannā respinge cu desăvârșire modelul și valorile occidentale și condamnă politica britanică, franceză, italiană, dorins să înlocuiască acest model cu un guvern islamic, pe care îl consideră imperios necesar și care va fi bazat pe răspunderea autorității în vigoare față de Dumnezeu. Însă pe de altă parte, acesta acceptă guvernământul parlamentar și constituțional, dar nu este de acord cu prezența partidelor politice, din moment ce există un singur program, și anume, islamul, unde pot fi eligibili doar membrii cu o integritate morală imaculată.   Al-Bannā refuză să urmeze modelul occidental, susținând că islamul are deja o constituție, Coranul, precum și o lege, Șaria. Pentru el, Occidentul reprezintă un obstacol în întemeierea unei noi ordini la nivel global, fapt ce-l face să-l respingă cu desăvârșire. Cu toate acestea, prevede în viitorul îndepărtat un armistițiu cu Vestul. De pildă, nu se opune cunoștințelor benefice și utile, indiferent de originea lor, iar din punct de vedere educațional, pledează pentru o abordare a islamului în dimensiunea sa etică, dar cu acoperire asupra tuturor disciplinelor utile, precum științele, matematica, geografia etc. 

## Respingerea laică a Occidentului
Precum mișcările de rezistență religioase desfășurate împotriva procesului de occidentalizare, au existat și grupări arabe laice, ce și-au exprimat nemulțumirea față de Occident. Începând cu Partidul Național Social Sirian și până la naseriști, toți și-au menținut o poziție retorică față de Occident, considerat complicele Israelului care împiedică independența politică și reală a regiunii. în acest sens, El-Husseini analizează în teza sa declarațiile și discursurile lui Michel Aflaq, datorită scrierilor sale ce constituie baza partidului Ba'ath, care este revendicat în Siria și Irak. La nivel teoretic, partidul împărtășește împreună cu celelalte mișcări seculare neîncrederea față de Occident. Michel are ca principal scop, combaterea efectelor dăunătoare ale colonizării, în special fragmentarea națiunii arabe și înființarea sionismului, așa cum reiese și din scrierile sale în care crticp cu vehemență politica europeană materialistă care a profitat de vulnerabilitatea popoarelor arabe ca să-și impună autoritatea.  Tema dezumanizării Occidentului materialist care este stăpânul științelor, dar care este complet lipsit de suflet. precum și fluctuația dintre critica severă a Occidentlui și recunoașterea punctelor sale tari, sunt frecvente în discursul lui Aflaq.

## Occidentul, sursă a cunoașterii

### Rifa'a al-Tahtawi
Potrivit lui Hassan Hanafi, aceasta este o atitudinea prin care societatea arabă încearcă să preia din cultura occidentală tot ceea ce este util, precum au facut Abdel Rahman Badawi cu existențialismul și Rifa'a al-Tahtawi cu iluminismul. Despre contribuțiile lui Tahtawi vorbește și El-Husseini, afirmând vă în viziunea unora, el este fondatorul renașterii științifice moderne. Fiind unul dintre primii arabi care a avut contact și a înțeles puterea acestei civilizații, „locomotiva modernizării occidentale, devine un model irezistbil”.   Prin scrierile sale, Tahtawi dorește să devină pilonul principal al Renașterii, simțind nevoia să transfere toate cunoștințele acumulate în țările occidentale și să răspândească noțiunile de libertate, egalitate și patriotism, așa cum sunt expuse de societatea franceză. 

### Taha Hussein
Aceeași atitudine pe care o afișează Tahtawi în secolul al XIX-lea față de evoluția Occidentului, este regăsită și un secol mai târziu în lucrările și activitatea lui Taha Hussein. Rolul său în formarea percepției asupra Vestului este semnificativ, și a avut un impact și o influență de necontestat, atât asupra societății egiptene, cât și în afara acesteia, prin scrierile, traducerile și implicarea sa în politica egipteană. Percepția sa asupra Occidentului se conturează pe fundalul contrastului mare dintre cele două medii universitare în care a studiat, egiptean și francez. Interacțiunea sa cu mediul european a dus la o comuniune de gândire cu acest ideal, care l-a învățat să aprecieze și să respecte Occidentul. Acesta afirmă că deschiderea către Vest este o necesitate, deoarece emulația a devenit un fenomen real, care are loc în toate domeniile de activitate, începând cu importarea telefonului și a telegrafului până la adoptarea aceluiași stil vestimentar și culinar.  
Comparativ cu Tahtawi, Taha Hussein asociază Occidentul atât cu Europa în deplina sa modernitate, cât și cu America, fiind de părere că nu este importantă dimensiunea spațio-geografică, ci cea culturală. De asemenea, recunoaște superioritatea culturală și își exprimă dorința ca Orientul și Occidentul să poată întreține în viitor relații pe picior de egalitate. În lucrările sale încearcă să abordeze o poziție de mijloc față de societatea occidentală, afirmând că cei care tratează acest subiect, deseori o fac bazându-se pe cunoștințe nefondate din ambele culturi. Astfel, el se poziționează la jumătatea dezbaterii dintre suporterii ambelor curente, devenind în acest fel simbolul rezistenței fanatismului religios și eroul idealiștilor.  